# 2MASS J10433508+1213149
2MASS J10433508+1213149 ist ein Brauner Zwerg im Sternbild Löwe. Er wurde 2006 von Kuenley Chiu et al. entdeckt. Er gehört der Spektralklasse L7 an. 